# Made in Europe
Made in Europe (рус. Сделано в Европе) — концертный альбом группы Deep Purple. Записан в 1975 году, выпущен — в 1976 году.

## Список композиций

### Сторона 1
1. Burn — 7:32
2. Mistreated/Rock Me Baby — 11:32
3. Lady Double Dealer — 4:15

### Сторона 2
1. You Fool No One — 16:42
2. Stormbringer — 5:38

## Участники записи
- Дэвид Кавердэйл — вокал
- Ричи Блэкмор — гитара
- Джон Лорд — клавишные
- Гленн Хьюз — бас, вокал
- Иэн Пейс — ударные